# Chiesa di San Nazzaro (Croglio)
La chiesa parrocchiale di San Nazzaro è un edificio religioso che si trova a Castelrotto, frazione del comune di Tresa, in Canton Ticino.

## Storia
La costruzione viene citata per la prima volta in una pergamena risalente al 1301, anche se venne successivamente rimaneggiata anche pesantemente. Il sito su cui sorge era occupato anticamente da un castello medievale, che venne poi demolito. Nel 1582 divenne parrocchiale. Negli anni 1635-1670 venne ricostruita in stile barocco, mentre nel 1690 venne dotata di un nuovo altare. Il campanile venne eretto nel 1677.

## Descrizione
La chiesa ha una pianta ad unica navata, coperta da una volta a botte lunettata e affiancata da alcune cappelle.